# 田中氏濕鸚鯛
田中氏濕鸚鯛，為輻鰭魚綱鱸形目隆頭魚亞目隆頭魚科的其中一種，分布於西太平洋的菲律賓及印尼海域，棲息深度10-30公尺，體長可達3.7公分，棲息在珊瑚礁海域，生活習性不明。